# Tipula (Lunatipula) ramona
Tipula (Lunatipula) ramona is een tweevleugelige uit de familie langpootmuggen (Tipulidae). De soort komt voor in het Nearctisch gebied.